# 2134 Dennispalm
Dennispalm (asteróide 2134) é um asteróide da cintura principal, a 1,9624888 UA. Possui uma excentricidade de 0,2562081 e um período orbital de 1 565,42 dias (4,29 anos).
Dennispalm tem uma velocidade orbital média de 18,33643364 km/s e uma inclinação de 31,28947º.
Esse asteróide foi descoberto em 24 de Dezembro de 1976 por Charles Kowal.